# Temporada 1928-1929 del Liceu
| Temporada 1928-1929 del Liceu |                           |                    |                    | |           |                                |
| Òpera                         | Compositor                | Director musical   | Director d'escena  | Papers principals | Producció | Dates                          |
| Els mestres cantaires         | Richard Wagner            | Max von Schillings | Karl Holy          | Joseph Groenen, Oscar Kalman, Hedwig Fichtmüller, Kathe Heidersbach, Leo Schützendorf, Carl Joken, Michele Fiore, Alfred Borchardt, Fritz Krauss, Vicenç Gallofré, Jordà, Carlo Ballardini, Torras, Granollers, Giralt                     |           | 8 de novembre                  |
| La ciutat invisible de Kitege | Nikolai Rimski-Kórsakov   | Albert Coates      | Alexandre Sanine   | Georges Pozemkowsky, Alexandre Wesselowsky, Kapiton Zaporójets, Helene Sadoven, Sandra Jakovleff, Theodore Ritch, Constantin Kaidanoff, Georges Jurenieff, Doubrowsky, Torras, Giralt, Braminoff, Lavretzky, Meli, Antonovitch, Granollers |           | 10 de novembre                 |
| Rigoletto                     | Giuseppe Verdi            | Alfredo Padovani   | Filippo Dadò       | Roberto D'Alessio, Carlo Galeffi, Maria Gentile, Aníbal Vela, Elena Lucci, Mercè Roca, Alfredo Zanardi, Michele Fiore, Granollers, Gallofré, Bastons                                                                                       |           | 13, 17 i 25 de novembre        |
| El príncep Ígor               | Aleksandr Borodín         | Albert Coates      | Alexandre Sanine   | Helene Smirnova, Maria Davidoff, Georges Jurenieff, Cyprian Piotrovsky, Constantin Kaidanoff, Theodore Wassilief, Kapiton Zaporójets, Constantin Jukowitsch, Nicola Lavretzky.                                                             |           | 20 de novembre                 |
| El barber de Sevilla          | Gioachino Rossini         | Alfredo Padovani   | Filippo Dadò       | Nino Ederle, Michele Fiore, Conxita Supervia, Carlo Galeffi, Vincenzo Bettoni, Carlo Ballardini, Elena Lucci, Vicenç Gallofré |           | 22 de novembre                 |
| Der fliegende Holländer       | Richard Wagner            | Max von Schillings | Karl Holy          | Leo Schützendorf, Margaret Baumer, Fritz Krauss, Hedwig Fichtmüller, Vicenç Gallofré, Fritz Krenn |           | 27 novembre, 1 i 5 de desembre |
| Sadko                         | Nikolai Rimski-Kórsakov   | Albert Coates      | Alexandre Sanine   | Georges Pozemkowsky, Helene Sadoven, Maria Davidoff, Kapiton Zaporójets, Theodore Ritch, Georges Jurenieff, Doubrowsky, Lavretzky, Antonovitch, Ana Militch, Roca, Gallofrés, Giralt, Braminoff, Jukovitch, Kedroff                        |           | 4 de desembre                  |
| L'italiana in Algeri          | Gioachino Rossini         | Alfredo Padovani   | Filippo Dadò       | Nino Ederle, Maria Gentile (7, 9) / Wanda Sorgi (12), Conxita Supervia, Carlo Scattola, Vincenzo Bettoni, Michele Fiore, Elena Lucci |           | 7 de desembre                  |
| Tosca                         | Giacomo Puccini           | Alfredo Padovani   | Filippo Dadò       | Isabel Escribano, Aurelio Anglada, Giuseppe Noto, Michele Fiore, Giralt, Gallofré, Bastons |           | 11 de desembre                 |
| Il piccolo Marat              | Pietro Mascagni           | Alfredo Padovani   | Filippo Dadò       | Maria Laurenti, Hipólito Lázaro, Giuseppe Noto, Carlo del Corso, Aníbal Vela, Michele Fiore, Elena Lucci, Giralt, Ballardini, Jordà, Bastons                                                                                               |           | 18 de desembre                 |
| Hänsel und Gretel             | Engelbert Humperdinck     | Alfredo Padovani   | Filippo Dadò       | Conxita Supervia, Ana Militch, Sandra Jakovleff, Elena Lucci, Giuseppe Noto, Alexina Zanardi, Mercè Roca |           | 20 de desembre                 |
| Aida                          | Giuseppe Verdi            | Alfredo Padovani   | Filippo Dadò       | Iva Paccetti, Giuseppina Zinetti, Hipólito Lázaro, Giuseppe Noto, Aníbal Vela, Michele Fiore, Gallofré |           | 29 de desembre                 |
| Turandot                      | Giacomo Puccini           | Alfredo Padovani   | Filippo Dadò       | Iva Pacetti, Antonio Melandri, Maria Laurenti, Carlo del Corso, Aníbal Vela, Michele Fiore, Vicenç Gallofré, Raffaele Marcotto, Josep Jordà, Carlo Ballardini                                                                              |           | 30 desembre, 5 i 9 gener       |
| El rapte en el serrall        | Wolfgang Amadeus Mozart   | Max von Schillings | Franz Ludwig-Horth | Fritzi Jokl, Margherita Perras, Wilhem Gombert, Leo Schützendorf, Henrich Blasel, Helge Rosvaenge |           | 2 de gener                     |
| Les noces de Fígaro           | Wolfgang Amadeus Mozart   | Max von Schillings | Franz Ludwig-Horth | Elisabeth Kandt, Maria Hussa, Margherita Perras, Herbert Janssen, Leo Schützendorf, Wilhem Gombert, Michele Fiore, Alexina Zanardi, Mercè Roca, Vicenç Gallofré, Giralt                                                                    |           | 10 de gener                    |
| La favorita                   | Gaetano Donizetti         | Alfredo Padovani   | Filippo Dadò       | Giuseppina Zinetti, Hipólito Lázaro (12), Aurelio Anglada (17), Giuseppe Noto, Aníbal Vela, Mercè Roca, Vicenç Gallofré |           | 12, 17 gener                   |
| Otello                        | Giuseppe Verdi            | Alfredo Padovani   | Filippo Dadò       | Isabel Escribano, Manuel Salazar, Enrico de Franceschi, Elena Lucci, Aníbal Vela, Michele Fiore, Gallofré, Ballardini, Jordà, Granollers                                                                                                   |           | 15 de gener                    |
| Tannhäuser                    | Richard Wagner            | Max von Schillings | Georges Pauly      | Edith Maerker, Lauritz Melchior, Ivar Andresen, Herbert Janssen, Mercè Roca, Lydia Kindermann, Vicenç Gallofré, Conrad Giralt, Ballardini, Jordà                                                                                           |           | 19 de gener                    |
| Carmen                        | Georges Bizet             | Alfredo Padovani   | Filippo Dadò       | Giuseppina Zinetti, Hipòlit Lázaro, Giuseppe Noto, Ana Militch, Michele Fiore, Alexina Zanardi, Mercè Roca, Jordà, Gallofré, Bastons |           | 22 de gener                    |
| Tristan und Isolde            | Richard Wagner            | Max von Schillings | Georges Pauly      | Lauritz Melchior, Ivar Andresen, Lilly Hafgren, Herbert Janssen, Josep Jordà, Lydia Kindermann, Vicenç Gallofré, Conrad Giralt, Jordà |           | 1 de febrer                    |
| Empòrium                      | Enric Morera              | Josep Sabater      | Rafael Moragas     | Isabel Escribano, Giuseppina Zinetti, Manuel Salazar, Giuseppe Noto, Aníbal Vela, Jordà, Gallofré |           | 2 de febrer                    |
| Orfeu i Eurídice              | Christoph Willibald Gluck | Alfredo Padovani   | Filippo Dadò       | Giuseppina Zinetti, Ana Militch, Mercè Roca |           | 9 de febrer                    |
| Turandot                      | Giacomo Puccini           | Franco Paolantonio | Filippo Dadò       | Elena Barrigar, Michele Fiore, Aníbal Vela, Aroldo Lindi (25 maig); Antonio Melandri (2, 4, juny); Maria Laurenti, Carlo Del Corso, Vicenç Gallofré, Carlo Ballardini, Josep Jordà, Carlo Ballardini                                       |           | 25 maig, 2 i 4 juny            |
| Manon                         | Jules Massenet            | Georges Razigade   | Filippo Dadò       | Emma Luart, M. Lapelletrie, M. Guenot |           | 5 de juny                      |